# Самыгин, Дмитрий Семёнович
Дмитрий Семёнович Самыгин (1897, Тамбов — 27 февраля 1960, Москва) — начальник транспортного отдела НКГБ Ленинской железной дороги, генерал-майор (1945).

## Биография
По данным Международного Красного Креста был ранен в Первой мировой войне. С 10 октября 1941 по май 1943 — начальник транспортного отдела НКВД Ленинской железной дороги, затем до 15 марта 1946 возглавлял транспортный отдел НКГБ по Ленинской железной дороге. С 15 марта 1946 по август 1947 был начальником Управления охраны МГБ по Северо-Кавказской железной дороге. В 1949 уполномоченный МГБ СССР по депортации из Аджарской АССР. С 11 июня до 24 июля 1953 являлся начальником ДТО МВД по Московско-Окружной железной дороге.

### Звания
- капитан государственной безопасности;
- 27.12.1941, майор государственной безопасности;
- 14.02.1943, полковник государственной безопасности;
- 22.08.1944, комиссар государственной безопасности;
- 09.07.1945, генерал-майор[9].

### Награды
- Орден Ленина[10]
- Орден Отечественной войны 1-й степени;
- Медали.